# نامکو
نامکو (به انگلیسی: Namco) یکی از شرکت‌های مرتبط با سرگرمی واقع در ژاپن است، که در زمینهٔ بازی‌های آرکید و ساخت بازی‌های رایانه‌ای شهرت داشت. دفتر مرکزی این شرکت در اصل در اوتا-کو، توکیو واقع بود. نامکو در عصر بازی‌های آرکید توانست از بقیه رقبا پیشی بگیرد و معروفترین بازی آن یعنی پک-من به عنوان پرفروشترین بازی آرکید در تاریخ محسوب می‌شود.
در ۲۹ سپتامبر سال ۲۰۰۵، نامکو به‌طور رسمی با شرکت ژاپنی عروسک سازی باندای ترکیب شد و نامکو باندای را تأسیس نمودند، یکی از بزرگترین شرکت‌های سرگرمی واقع در ژاپن.
برخی از بازی‌های مشهور و معروف این کمپانی شامل: پک-من، تکن، ریج ریسر، کاتاماری داماشی، ایس کامبت، اربان رین، سول‌کالیبر، ماپی، دیگ داگ، کهکشانی‌ها و سری افسانه‌ها هستند.